# Alternatywy 4
Alternatywy 4 – polski serial komediowy z 1983 roku w reżyserii Stanisława Barei, emitowany premierowo przez Program Pierwszy Telewizji Polskiej od 30 września do 25 listopada 1986 roku. Treścią serialu są zmagania lokatorów tytułowego warszawskiego bloku z gospodarzem Stanisławem Aniołem (Roman Wilhelmi), który w imię własnych ambicji próbuje im utrudnić życie. W zamierzeniu twórców, serial Alternatywy 4 miał przedstawiać zbiorowy portret społeczeństwa Polskiej Rzeczypospolitej Ludowej, na przykładzie mieszkańców bloku osiedlowego w Warszawie.
Za scenariusz do Alternatyw 4 odpowiadali Janusz Płoński i Maciej Rybiński, a Bareja uzupełnił scenopis o własne pomysły. Produkcja Alternatyw 4 rozpoczęła się jeszcze przed wprowadzeniem stanu wojennego w Polsce. Gdy serial pomimo różnych perturbacji został ukończony w 1983 roku, na skutek działań cenzury jego emisja była wstrzymywana przez ponad trzy lata. Mimo to po Polsce kopie serialu krążyły w nielegalnym obiegu, w postaci nagrań na kasetach wideo. Ostatecznie cenzura ustąpiła, aczkolwiek z oryginalnej wersji na potrzeby premierowej emisji usunięto sceny, które cenzorzy odebrali jako zbyt prześmiewcze i krytyczne względem socjalistycznej rzeczywistości. W 2014 roku Telewizja Polska opublikowała zrekonstruowaną cyfrowo wersję serialu, przywracając ocenzurowane sceny.

## Obsada
Lokatorzy bloku

- Roman Wilhelmi – Stanisław Anioł, gospodarz domu
- Bożena Dykiel – Mieczysława „Miećka” Anioł
- Witold Pyrkosz – Józef Balcerek, alkoholik
- Zofia Czerwińska – Zofia Balcerek, żona Józefa
- Wojciech Pokora – Zenobiusz Furman, docent
- Stanisława Celińska – Bożena Lewicka, nauczycielka
- Jerzy Kryszak – Zdzisław Kołek, doktor nauk medycznych
- Anna Chitro – Alicja Kołek, żona Zdzisława
- Kazimierz Kaczor – Zygmunt Kotek, dźwigowy
- Krystyna Tkacz – p. Kotek, żona Zygmunta
- Jerzy Turek – Tadeusz Kubiak, księgowy
- Halina Kowalska – Elżbieta Kolińska-Kubiak, śpiewaczka
- Mieczysław Voit – Ryszard Dąb-Rozwadowski, profesor
- Ewa Ziętek – Zosia, gospodyni profesora, kochanka Kubiaka
- Wiesław Gołas – Czesław Majewski vel. Henryk Gwizdecki
- Jerzy Bończak – Krzysztof Manc, konstruktor i wynalazca
- Wanda Kozera-Hyży – humanoidalny robot kolejkowy AI „Eva 1”
- Elżbieta Jagielska – p. Majewska, żona Czesława
- Hanna Bieniuszewicz – Ewa Majewska, córka Majewskich, tancerka–striptizerka
- Janusz Gajos – Jan Winnicki, działacz PZPR
- Bolesław Płotnicki – Antoni Kierka, emeryt z niepełnosprawnością
- Barbara Rachwalska – Tekla Wagner, emerytka
- Wojciech Siemion – Henryk Dominek, właściciel mieszkania na wynajem
- Ryszard Raduszewski – Abraham Lincoln, czarnoskóry stypendysta Harvardu, wynajmujący lokum od Dominka
- Bronisław Pawlik – Dionizy Cichocki, późniejszy gospodarz domu

Pozostałe role

- Ewa Milde – Wiesława Winnicka
- Danuta Kowalska – Jola, kochanka Winnickiego
- Gustaw Lutkiewicz – prezes Spółdzielni Mieszkaniowej
- Tatiana Sosna-Sarno – sekretarka
- Eugeniusz Robaczewski – Zaręba, prezes Stowarzyszenia „Grunwald”
- Andrzej Fedorowicz – zastępca prezesa
- Witold Skaruch – Tadeusz, monter podsłuchów
- Stanisław Gawlik – poeta rozmawiający z Aniołem w Pułtusku
- Klemens Mielczarek – listonosz w Pułtusku
- Zdzisław Rychter – Maniek
- Marek Frąckowiak – Heniek
- Czesław Lasota – różdżkarz
- Tadeusz Pluciński – dyrektor ciepłowni
- Jacek Fedorowicz – inżynier w ciepłowni
- Stanisław Bareja – Parys, dzielnicowy
- Maciej Pietrzyk – tragarz firmy „Węgiełek”
- Paweł Nowisz – sprzedawca zabezpieczeń do drzwi
- Jan Kobuszewski – krętacz wyłudzający mieszkanie od Furmana
- Witold Dębicki – oszust zbierający datki od mieszkańców
- Leonard Andrzejewski – kafelkarz w łazience profesora Rozwadowskiego
- Zbigniew Buczkowski – parkieciarz u Kubiaków
- Ryszard Pracz – Walasek, przychodzący do prezesa SM
- Grzegorz Warchoł – dziennikarz telewizyjny
- Agnieszka Fatyga – prostytutka w restauracji „Kongresowa”
- Lech Sołuba – kelner w restauracji „Kongresowa”
- Emil Karewicz – Leberka, sąsiad Balcerka z Targówka, gość weselny
- Marian Łącz – Władysław Matraszak, kolega Balcerka, grabarz, gość weselny
- Cezary Julski – Franuś Lewandowski, „fachowiec” – hydraulik, gość weselny
- Helena Kowalczykowa – gość weselny
- Teodor Gendera – gość weselny
- Bohdana Majda – gość weselny
- Wojciech Zagórski – gość weselny
- Wiktor Zborowski – gość weselny
- Tadeusz Somogi – Wiśniewski „od bramy”, gość weselny
- Tadeusz Jastrzębowski – chcący zamienić mieszkanie u Furmana, przypadkowy gość weselny
- Zofia Merle – chcąca zamienić mieszkanie u Furmana, przypadkowy gość weselny
- Janusz Bylczyński – przewodniczący delegacji burmistrzów świata
- Sylwester Maciejewski – pan młody na weselu
- Tomasz Grochoczyński – kumpel Furmana spotkany w restauracji „Kongresowa”
- Ryszard Pietruski – przedstawiciel spółdzielni mieszkaniowej
- Andrzej Brzeski – kolega Dionizego Cichockiego z pracy
- Paweł Unrug – tragarz
- Jan Orsza-Łukaszewicz – strażnik w parku
- Włodzimierz Gołaszewski – kochanek Winnickiej
- Jacek Strzemżalski – listonosz
- Tadeusz Hanusek – strażnik na „Baker Street”
- Sławomira Łozińska – pielęgniarka Basia
- Krystyna Loska – dziennikarka tv
- Roman Kosierkiewicz – mleczarz
- Teresa Szmigielówna – kobieta w sklepie mięsnym

## Lista odcinków
| 1 | Przydział               | 30 września 1986     | 59 min |
| Lokal spółdzielni mieszkaniowej oblegają kandydaci ubiegający się o przydział mieszkania. Przyjazd ekipy telewizyjnej powoduje, że wywieszona zostaje lista osób, które otrzymają własne mieszkanie. Spośród oczekujących przypadkowo wybrany zostaje Dionizy Cichocki, którego nie ma na liście, ale który pod przymusem reporterów odgrywa rolę szczęśliwca. Komisja z wiadomością o przydziale udaje się do Antoniego Kierki, z którym w nowym bloku mają zamieszkać jego krewni. Przydział otrzymuje także Stanisław Anioł – dotychczasowy Kierownik Wydziału Kultury Miejskiego Komitetu PZPR w Pułtusku, który zostaje gospodarzem bloku. Anioł ogłasza jednak wszystkim, że oddelegowano go na wysokie stanowisko w Warszawie. Z otrzymanego mieszkania jest zupełnie niezadowolony Józef Balcerek, alkoholik mieszkający w starej ruderze na Pradze.                            |                         |                      |        |
| 2 | Przeprowadzka           | 7 października 1986  | 52 min |
| Mimo otrzymanych przydziałów członkowie spółdzielni wciąż nie mogą doczekać się budowy ich bloku. Dzięki wspólnym wysiłkom przyszłych mieszkańców i koneksjom dźwigowego Kotka załatwione zostaje jednak przyśpieszenie prac. Blok zostaje oddany do użytku na urodziny prezesa spółdzielni. Kolejni lokatorzy pod nadzorem Anioła zaczynają wprowadzać się do swoich mieszkań. Tymczasem okazuje się, że Kotek otrzymał przydział na to samo mieszkanie, co lekarz Kołek. Wobec tego obaj muszą mieszkać w tym samym lokalu. W mieszkaniu opozycjonisty prof. Rozwadowskiego, który także otrzymał przydział, założony zostaje podsłuch, jednakże miejsce w jego mieszkaniu przypada docentowi Furmanowi, parającego się też myślistwem. Pod nowy blok przyjeżdża kondukt żałobny; wdowa przywozi trumnę ze zwłokami swojego męża, który nie zdołał otrzymać mieszkania w nowym bloku. |                         |                      |        |
| 3 | Pierwsza noc            | 14 października 1986 | 51 min |
| Radni, podczas wspólnej debaty, ustalają nazwę nowej ulicy: Alternatywy. Do bloku wprowadzają się kolejni lokatorzy. Nauczycielka Lewicka do pomocy w przeprowadzce angażuje dzieci ze swojej klasy, a w nowym bloku zaprzyjaźnia się z docentem Furmanem. Tymczasem Balcerek pod przymusem dzielnicowego zostaje wraz z rodziną siłą przeniesiony do nowego mieszkania. Rozmowę docenta z nauczycielką podsłuchują tajniacy, omyłkowo wskazując go jako groźnego przestępcę. Zdesperowany Cichocki dzięki pomocy kolegów podających się za ekipę telewizyjną otrzymuje upragniony przydział po rozmowie z Aniołem. |                         |                      |        |
| 4 | Profesjonaliści         | 21 października 1986 | 58 min |
| Cichocki, mimo że nie otrzymał jeszcze oficjalnie kluczy, porządkuje swoje przyszłe mieszkanie. Anioł rozpoczyna inwigilację lokatorów; czyta nawet ich listy. Tymczasem niespełniona śpiewaczka Kubiak-Kolińska skarży się na hałasy, które uniemożliwiają jej ćwiczenia głosu. Z zemsty na sąsiadach zleca wykonanie wszelkich prac w swoim domu w czasie ciszy nocnej. U prezesa spółdzielni zjawia się partyjny prominent Jan Winnicki, który prosi o przydzielenie mu lokalu. W zamian za talony na samochód Prezes Spółdzielni oferuje mu mieszkanie Cichockiego, spławiając tego ostatniego pod pretekstem, iż ten nie złożył wszystkich dokumentów. Okazuje się również, że do jednego z mieszkań zapomniano wstawić drzwi wejściowe. Kołek wykorzystuje zaistniałą sytuację, urządzając się z żoną w oficjalnie niezamieszkanym lokum.                                         |                         |                      |        |
| 5 | 20-ty stopień zasilania | 28 października 1986 | 56 min |
| Z powodu ponoszonych strat elektrownia odcina dostawy prądu na Ursynów. Pojawiają się również problemy z gazem i ciepłą wodą. Lokatorzy próbują przezwyciężyć te problemy. Gdy Winnicki wraca do mieszkania byłej żony, mieszkańcy obmyślają plan działania. Kotek przewozi dźwigiem starą lokomotywę parową, podczas gdy inżynier Manc podłącza ją do węzła w piwnicy. Mieszkańcy znów cieszą się dostawami ciepła do mieszkań. Anioł organizuje kabaret złożony z mieszkańców bloku, przygotowując ich na najbliższy festiwal w Polanicy. Inżynier Dominek wynajmuje swoje mieszkanie czarnoskóremu studentowi Harvardu, Abrahamowi Lincolnowi, któremu Anioł zleca przekopanie terenu wokół bloku. |                         |                      |        |
| 6 | Gołębie                 | 4 listopada 1986     | 59 min |
| Stanisław Anioł nieustannie organizuje czyny społeczne, zebrania oraz próby chóru. Nie uczestniczy w nich jedynie Balcerek, zajęty swoimi gołębiami. Anioł wysyła mu więc spreparowane wezwanie na kurację odwykową. Gospodarz domu, powołując się na własne znajomości, obiecuje wezwanie unieważnić pod warunkiem, że Balcerek będzie brał udział we wszystkich pracach organizowanych przez Anioła. Tymczasem konstruktor Manc nieustannie pracuje nad swoim robotem kolejkowym. Czuwający nad życiem mieszkańców Anioł coraz bardziej interesuje się Ewą Majewską, próbując dociec, czemu ona znika nocą z domu. Anioł zmusza docenta Furmana do śledzenia dziewczyny. |                         |                      |        |
| 7 | Spisek                  | 11 listopada 1986    | 55 min |
| Mieszkańcy bloku buntują się przeciwko swojemu gospodarzowi, ponieważ nie znoszą ciągłych „czynów społecznych”. Majewski, Balcerek, Kołek, Kotek i profesor Dąb-Rozwadowski organizują spisek na rzecz odwołania Anioła. Kierują pismo do prezesa spółdzielni, lecz niczego nie mogą zdziałać w tej sprawie. W międzyczasie Manc kończy prace nad swoim robotem, mając nadzieję, że sprawdzi jego działanie w pobliskim sklepie mięsnym. W bloku ponownie dochodzi do przerw w dostawach prądu. Wystraszona nauczycielka Bożenka spędza noc u docenta Furmana. |                         |                      |        |
| 8 | Wesele                  | 18 listopada 1986    | 56 min |
| Józef Balcerek organizuje w swoim mieszkaniu wesele dla krewnej Hani, zapraszając jedynie rodzinę. Podczas uroczystości nagle zaczyna przeciekać sufit. Interwencja jednego z gości weselnych, Franusia, przerywa dostawy wody w całym bloku, przez co do Balcerka schodzą się wszyscy sąsiedzi. Mają nadzieję na obejrzenie ważnego meczu w telewizji, ale Anioł zwołuje próbę chóru i wyłącza w całym bloku prąd. Nieoczekiwanie zjawia się jednak towarzysz Winnicki, który ma w mieszkaniu telewizor tranzystorowy i zaprasza wszystkich do siebie. Na meczu nieobecny jest jedynie docent Furman, który odkrywa prawdziwą profesję Majewskiej – striptizerki w „Kongresowej”. |                         |                      |        |
| 9 | Upadek                  | 25 listopada 1986    | 77 min |
| Towarzysz Winnicki wyjeżdża tymczasowo za granicę, powierzając klucze do swojego mieszkania Aniołowi. Ten zwiedza lokal partyjnego dygnitarza. Odbierając przypadkowo telefon, dowiaduje się o przyjeździe światowej delegacji burmistrzów do Warszawy. Anioł zamierza wykorzystać okazję i wskazuje do uroczystego powitania blok przy Alternatywy 4. Rozpoczyna też wielkie przygotowania; organizuje Klub Lokatorów i olbrzymie dekoracje. Mieszkańcy bloku mszczą się jednak na gospodarzu i w decydującym momencie przemieniają swój blok w ruderę, gdzie panoszy się przestępczość. Zagraniczni goście uciekają w popłochu. Nowym gospodarzem bloku zostaje Cichocki, który otrzymuje również własne mieszkanie. Cichocki dowiaduje się jednak, że Anioł – mimo blamażu – awansuje na stanowisko kierownika osiedla.                                                              |                         |                      |        |

## Produkcja
Pomysł na Alternatywy 4 narodził się jesienią 1979 roku, kiedy scenarzysta Maciej Rybiński z okazji odbioru kluczy do nowego mieszkania na Okęciu postanowił stworzyć scenariusz do filmu obrazującego społeczeństwo Polskiej Rzeczypospolitej Ludowej, na przykładzie mieszkańców jednego bloku osiedlowego. Początkowo serial miał nosić nazwę Nasz dom, a Rybiński przy tworzeniu scenariusza współpracował z Januszem Płońskim. Gdy rządy Edwarda Gierka w Polsce chyliły się ku końcowi, realizacji Naszego domu podjął się Stanisław Bareja. Projektem na fali solidarnościowej odwilży zainteresowała się Telewizja Polska, która po sukcesie Misia zezwoliła Barei na rozpoczęcie realizacji serialu. Pomysł na Nasz dom entuzjastycznie przyjął kierownik Zespołu Filmowego „Perspektywa” Janusz Morgenstern.
Jesienią 1981 roku, opierając się na scenariuszu Rybińskiego i Płońskiego, Bareja przygotował scenopis z dodanymi własnymi pomysłami, zatytułowany Stanisław Anioł. Początkowo Bareja zamierzał nakręcić sześć odcinków o długości 22–25 minut. Jednakże konstrukcja serialu ewoluowała. Ostatecznie Bareja podzielił serial na dziewięć odcinków. Niebawem również zmienił tytuł serialu na Alternatywy 4, tłumacząc Rybińskiemu, że Polska, jako „kraj na rozstaju dróg”, ma cztery alternatywy (lewo – prawo – góra – dół). Dozorca Stanisław Anioł (nazwa ironiczna) był z kolei nawiązaniem do wszechobecnej kontroli obywateli przez państwo, albowiem gospodarze budynków w PRL-u często współpracowali z Milicją Obywatelską oraz Służbą Bezpieczeństwa. Pierwowzorem Anioła był Albin Siwak, aparatczyk związany z frakcją moczarowców, który błyskawicznie zrobił karierę polityczną. Początkowo Bareja w roli Anioła widział Ludwika Paka lub Stanisława Tyma, lecz drugi reżyser Andrzej Swat i Violetta Buhl podsunęli mu pomysł na obsadzenie w tej roli Romana Wilhelmiego. Wilhelmi znany był wcześniej przede wszystkim z serialu Kariera Nikodema Dyzmy, gdzie grał rolę tytułową. Jak opowiadał Bareja, Wilhelmi cieszył się, że może zagrać osobę inną aniżeli „ponurzy intelektualiści lub brutale”. Do kolejnych kluczowych ról Bareja zaangażował Bożenę Dykiel, Halinę Kowalską, Jerzego Turka, Janusza Gajosa, Mieczysława Voita, Gustawa Lutkiewicza, Kazimierza Kaczora, Jerzego Kryszaka oraz Witolda Pyrkosza; obowiązkowo na srebrnym ekranie pojawili się również stali współpracownicy reżysera: Wojciech Pokora, Bronisław Pawlik, Jan Kobuszewski oraz Wiesław Gołas. W roli czarnoskórego doktoranta Harvardu reżyser obsadził pokrytego ciemnym płynem Ryszarda Raduszewskiego. Rolę robota kolejkowego Ewy-1 odegrała aktorka teatru pantomimy Studia Kineo, Wanda Kozera-Hyży.
Zdjęcia do Alternatyw 4 rozpoczęły się 9 grudnia 1981 roku, we wnętrzu rudery na Pradze; następne sceny kręcono w telewizyjnym atelier imitującym siedzibę prezesa spółdzielni. Prace zdjęciowe zostały jednak przerwane 13 grudnia 1981 roku, kiedy ogłoszono stan wojenny w Polsce. W styczniu 1982 roku Bareja przeszedł dodatkowo zawał serca. Miesiąc później wznowiono prace nad serialem, jednak pod ścisłą kontrolą władz. Operator zdjęć Wojciech Jastrzębowski, ze względu na działalność opozycyjną jego brata Jerzego Jastrzębowskiego, został wezwany na przesłuchanie do Ministerstwa Spraw Wewnętrznych. Ministerstwo próbowało wywrzeć naciski na Bareję, aby zmienić operatora. Bareja jednak wybronił Jastrzębowskiego, tłumacząc, że brak operatora w trakcie okresu zdjęciowego to „marnotrawstwo państwowych pieniędzy”. W czasie, gdy kręcono serial, znaczna część środowiska aktorów bojkotowała występy w telewizji, jednak sam Bareja, działający w „Solidarności”, otrzymał od tej organizacji „dyspensę od bojkotu”. Ekipa filmowa zajmowała w budynku telewizji halę L-2, w bezpośrednim sąsiedztwie hali zajmowanej przez strzegące tej instytucji wojsko.
Podczas okresu zdjęciowego Alternatyw 4 reżyser zastosował nowatorską technikę zdjęć we wnętrzach, opartą na master shotach oraz przebitkach. Na potrzeby zdjęć Jastrzębowski wykorzystał lekką kamerę telewizyjną Arrilflex 16 SR1. Prace przyśpieszyły wraz z nadejściem wiosny 1982 roku, a już latem tego samego roku zakończył się okres zdjęciowy serialu. Zmontowany materiał na wniosek Głównego Urzędu Kontroli Prasy, Publikacji i Widowisk, a także opiekuna artystycznego Jerzego Bossaka, poddano cenzurze. Bossaka uraziła scena wypowiedzi towarzysza Winnickiego o technikach manipulacji za pomocą mediów, ponadto dokumentalista zalecał Barei wprowadzenie moralizatorskiego zakończenia. Cenzura skierowała do usunięcia kilkanaście scen, w tym dotyczącą zakładania pluskiew w mieszkaniu opozycjonisty Dąb-Rozwadowskiego. Po czterech kolaudacjach Bareja wciąż napotykał przeszkody w skierowaniu serialu do emisji telewizyjnej. Jednakże nieoficjalne kopie serialu już na przełomie lat 1985 i 1986 zaczęły krążyć po Warszawie na kasetach wideo. Na wieść o przeciekach Telewizja Polska zdecydowała się ostatecznie rozpocząć oficjalną emisję serialu. 30 września 1986 roku na kanale TP1 puszczono pierwszy odcinek Alternatyw 4, oglądany szacunkowo przez kilkanaście milionów widzów.

### Rozpowszechnianie
13 września 2014 roku na kanale TVP HD serial miał ponowną premierę w wersji zrekonstruowanej cyfrowo i uzupełnionej o usunięte przez cenzurę sceny, które odnaleziono w archiwach Telewizji Polskiej.

## Odbiór
Serial Alternatywy 4, ze względu na bezlitosną krytykę rzeczywistości późnego PRL-u, zebrał w prasie negatywne recenzje. Padały zarzuty braku spójności, słabej konstrukcji fabuły oraz chaotycznego montażu . Film jednak cieszył się powodzeniem wśród widzów, częściowo ze względu na przemycane przez reżysera aluzje do mrocznych wydarzeń historycznych . Przykładowo, w serialu docent Furman wspominał, że jeden syjonista wyjechał do Harvardu, co było nawiązaniem do przymusowej emigracji Leszka Kołakowskiego po Marcu 1968 . Inna kwestia docenta, iż wyjechał on do Radomia, była z kolei aluzją do tłumionego radomskiego strajku robotników w 1976 roku oraz momentu powstania Komitetu Obrony Robotników . W serialu Alternatywy 4 znalazły się również nawiązania do zbrodni katyńskiej , stanowiące zmodyfikowaną wersję wydarzeń opisanych przez Stanisława Swianiewicza w książce W cieniu Katynia, którą Bareja przemycił z Paryża . W serialu w wypowiedziach Henryka Majewskiego i Dąba-Rozwadowskiego zbrodniarzy sowieckich zastąpili hitlerowcy. Cenzura nie zorientowała się w sytuacji , jednak dla części odbiorców aluzja do Katynia była czytelna.
Po transformacji systemowej w Polsce opinie krytyków o serialu Alternatywy 4 ulegały zmianie. Adrian Szczypiński z portalu Film.org.pl pisał, że „serial Barei jest nieodmiennym od lat gwarantem rozśmieszania na najwyższym poziomie, podlanym nostalgicznym sosem PRL-u” . Zofia Mioduszewska w tekście dla „Kwartalnika Filmowego” argumentowała, że Alternatywy 4, tak jak Czterdziestolatek Jerzego Gruzy z ubiegłej dekady, wydobywa „instytucjonalny aspekt codziennej rzeczywistości PRL-u w jej absurdalnych, surrealistycznych przejawach”. Dorota Ostrowska przekonywała, iż „Alternatywy 4 pokazują, że państwu nigdy nie udało się przezwyciężyć problemów mieszkaniowych, z którymi zaczęło się borykać po II wojnie światowej”. Co więcej, zdaniem Ostrowskiej serial stanowił „krytykę budowy socjalizmu jako takiego w Polsce”, albowiem w Alternatywach 4 robotnicy nie wykonują heroicznej pracy, ale są pogrążeni w marazmie; bloków nie buduje się zgodnie z planem, za to ich wznoszenie niemiłosiernie przedłuża się w czasie.

## Kontynuacja
W sierpniu 2006 roku rozpoczęto zdjęcia do 13-odcinkowego serialu Dylematu 5, kontynuacji serialu Alternatywy 4. Początkowo reżyserem serialu miał być Wojciech Smarzowski, ale ostatecznie został nim Grzegorz Warchoł (redaktor TV w serialu Alternatywy 4). Emisja pierwszego odcinka odbyła się 1 maja 2007 roku w TVP1. Ostatecznie z powodu bardzo negatywnego odbioru serialu wyemitowano tylko trzy odcinki Dylematu 5.

## Upamiętnienie serialu
- W styczniu 2005 roku Rada Warszawy nadała ulicy w dzielnicy Ursynów nazwę Alternatywy[26].
- Na budynku przy ul. Marii Grzegorzewskiej 3 (52°08′59″N 21°03′22″E/52,149722 21,056111) na ursynowskim osiedlu Na Skraju, w którym kręcono część zdjęć, znajduje się tabliczka adresowa z jego „filmowym” adresem (d. Alternatywy 4)[27].
- Mural przedstawiający Stanisława Anioła na bocznej ścianie budynku przy ul. Kazury 10[28]  oraz dwa murale przy ul. Grzegorzewskiej 1 i 3 przedstawiające bohaterów i mapę fragmentu Ursynowa z zaznaczonymi na niej niektórymi scenami z serialu[29] .
- W 2021 roku w stolicy przy ulicy Indiry Gandhi otwarto Ursynowskie Centrum Kultury „Alternatywy”[30]. Nazwę „Alternatywy” wybrali mieszkańcy drogą głosowania w 2020 roku[31][32]. Projektantem budynku Centrum był architekt Wojciech Kakowski[33] (1965–2013), nagrodzony pierwszymi nagrodami w konkursach architektonicznych[34].

## Galeria

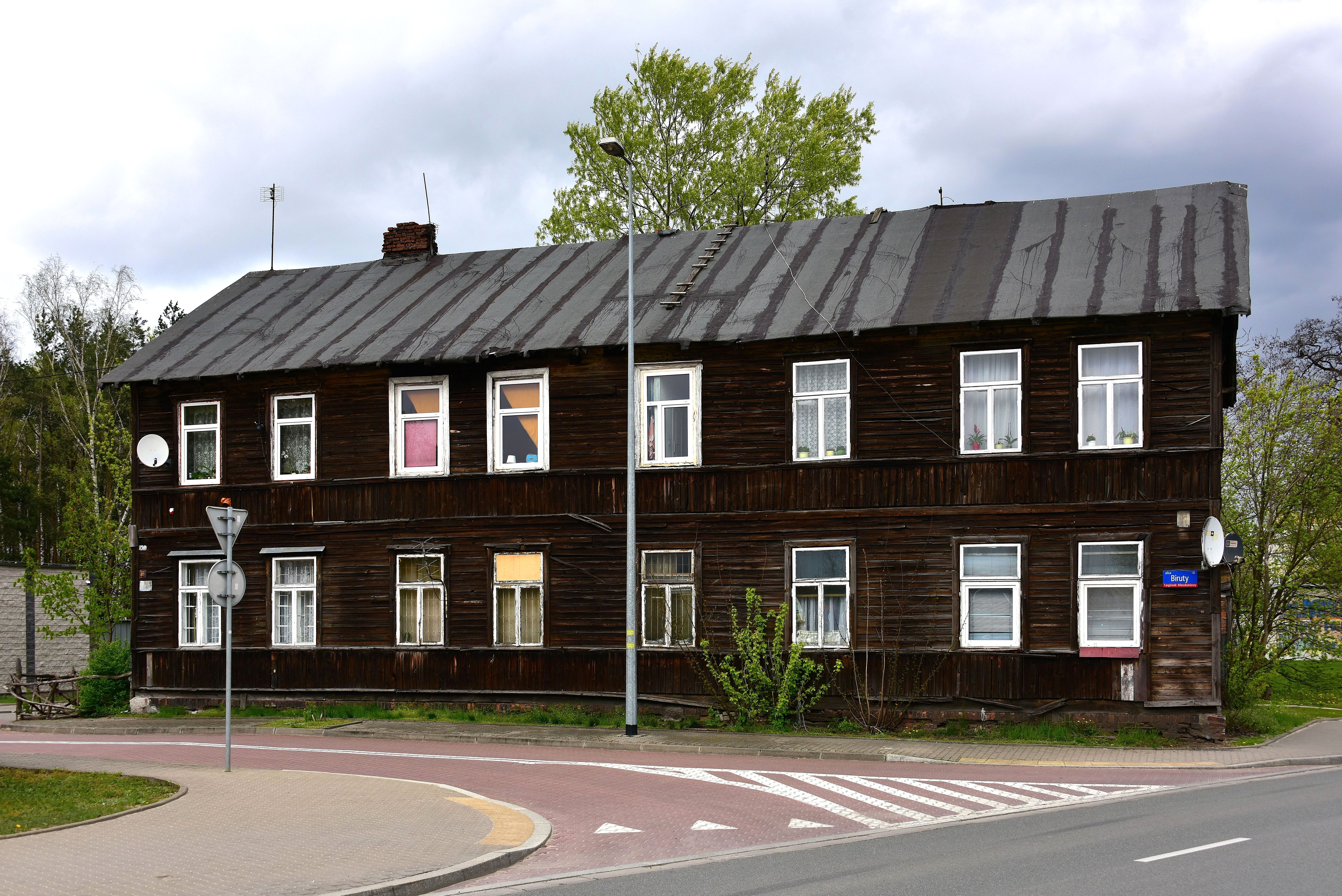
Drewniany Dom Paprockich na Targówku, w którym mieszkał profesor prawa Ryszard Dąb-Rozwadowski przed przeprowadzką
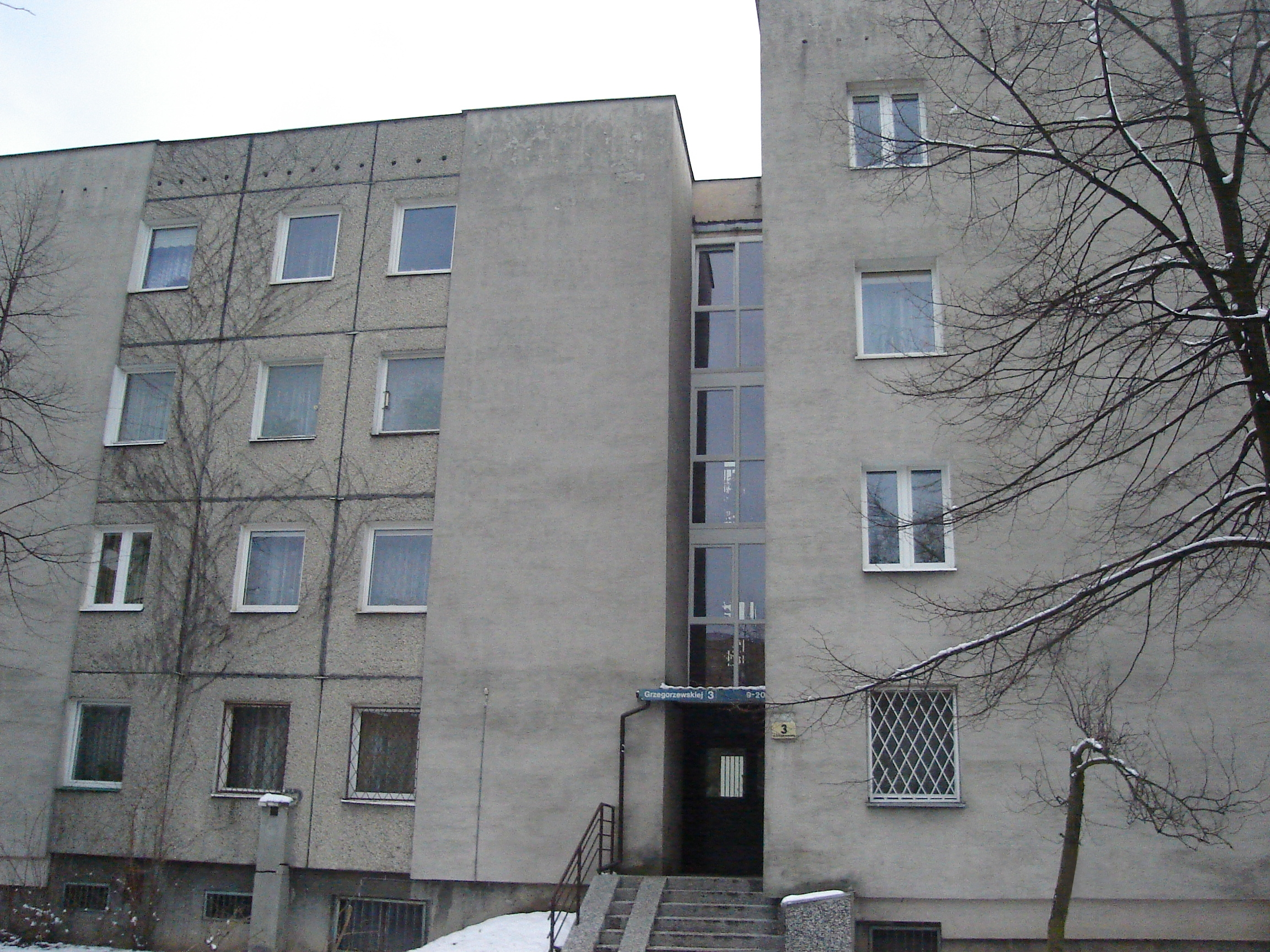
Filmowa ulica Alternatywy 4 przy ulicy Grzegorzewskiej 3 na Ursynowie
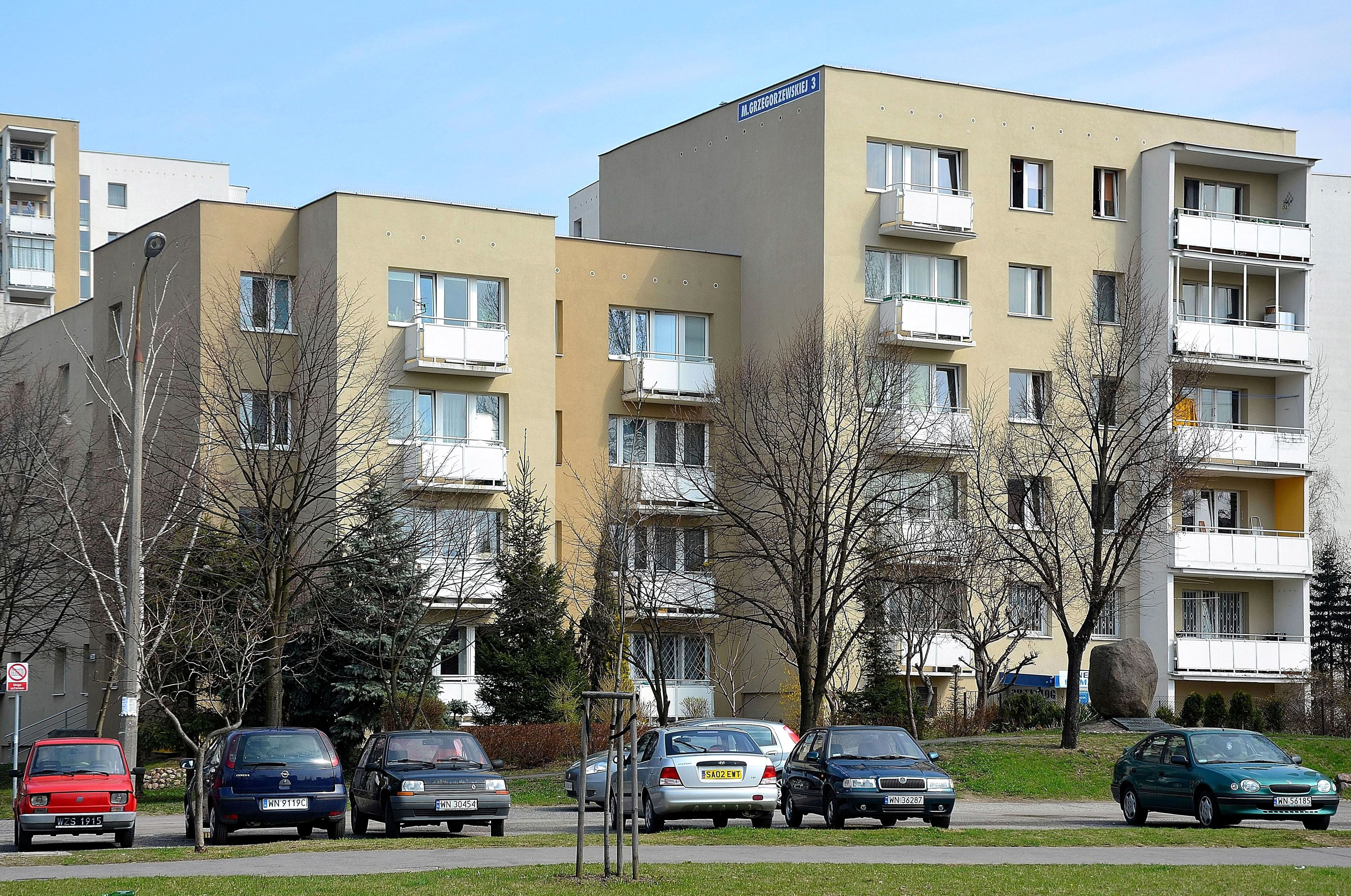
Blok przy ulicy Grzegorzewskiej 3 od strony ulicy Cynamonowej
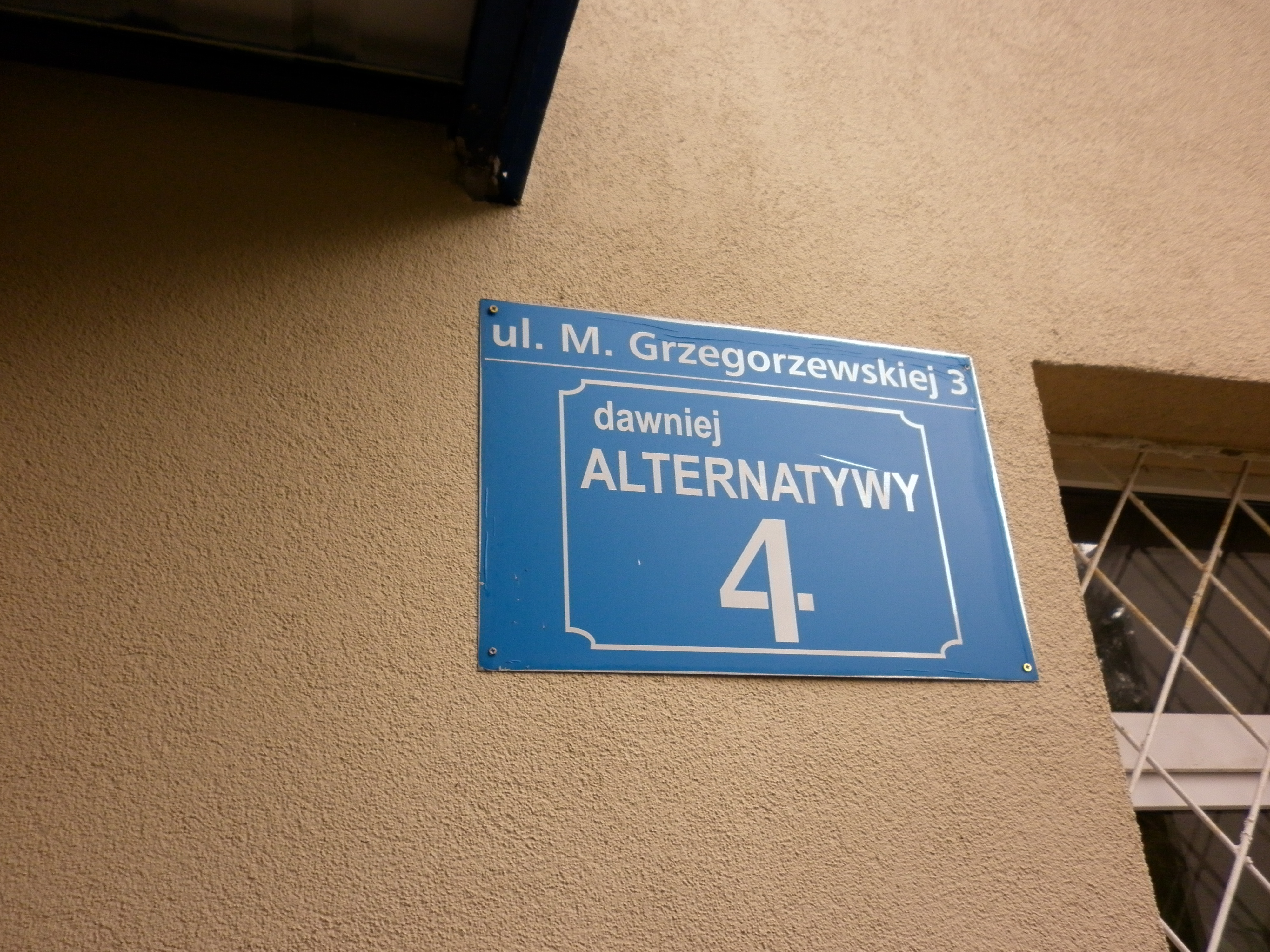
Tabliczka adresowa z „filmowym” adresem na budynku przy ulicy Grzegorzewskiej 3
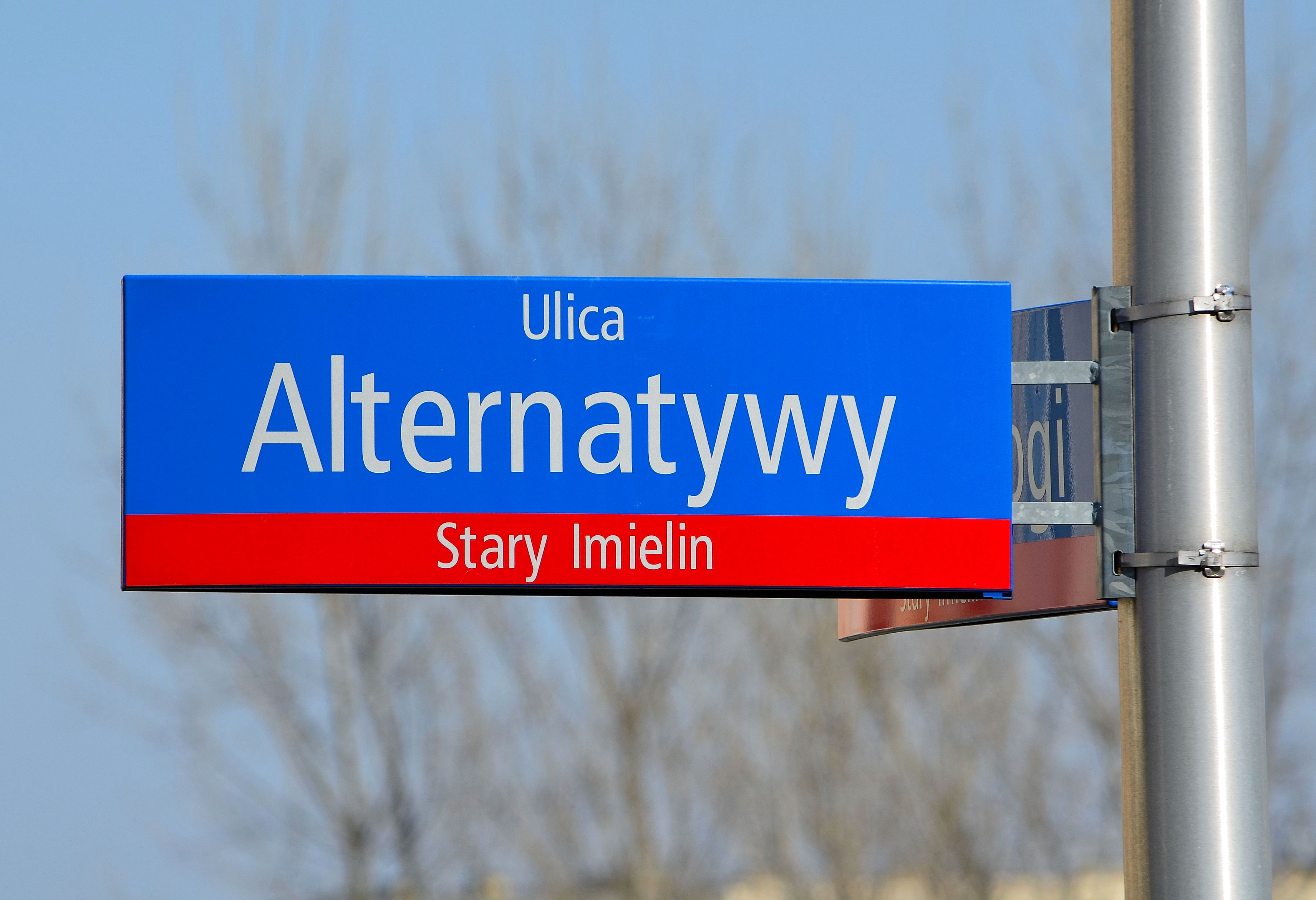
Tablica Miejskiego Systemu Informacji przy ulicy Alternatywy, której nazwa nadana w 2005 roku upamiętnia serial
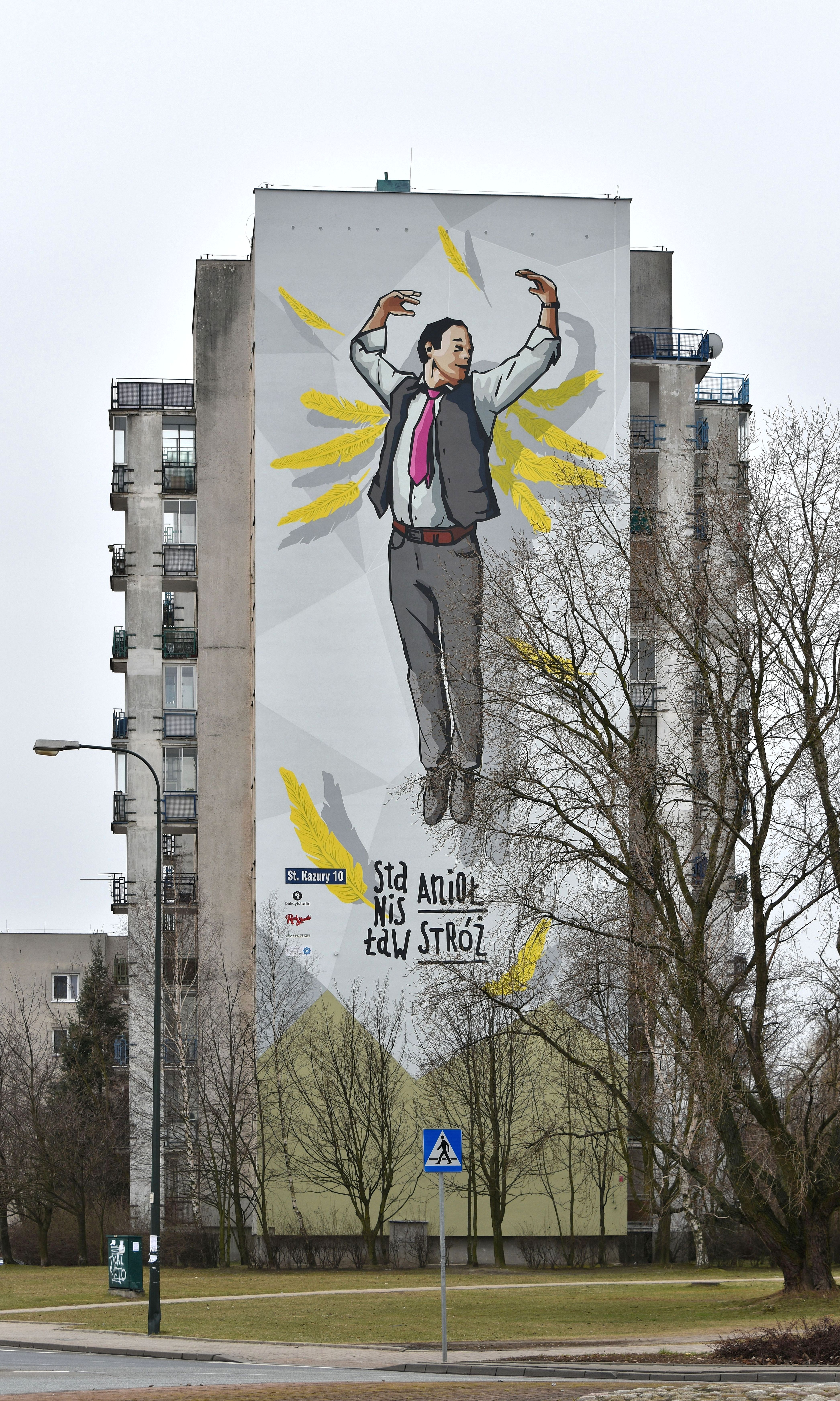
Mural upamiętniający Stanisława Anioła (Roman Wilhelmi) przy ulicy Kazury 10 w Warszawie
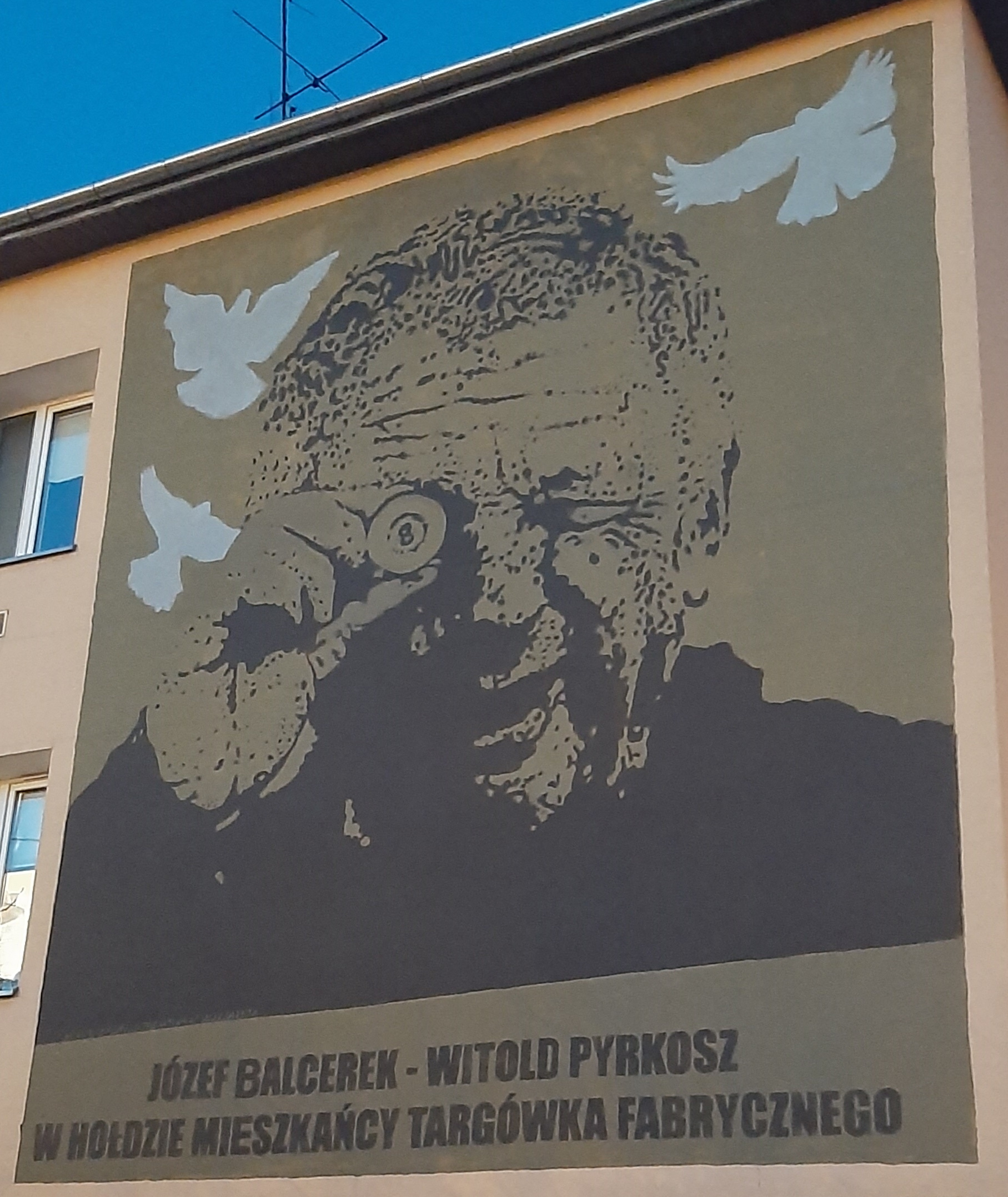
Mural upamiętniający Józefa Balcerka (Witold Pyrkosz) przy ulicy Naczelnikowskiej 50 w Warszawie